# Суверенная демократия
Сувере́нная демокра́тия — политическая концепция, сформулированная в 2005—2007 годах заместителем руководителя Администрации президента России Владиславом Сурковым в качестве характеристики системы государственной власти России при президенте Путине.
Суверенная демократия являлась одной из главных идеологем на парламентских и президентских выборах в России 2007—2008 годов.

## Содержание
Публично концепция «суверенной демократии» впервые была представлена политологом Виталием Третьяковым 28 апреля 2005 года в одноимённой статье:
От советской системы по собственному выбору и желанию Россия перешла к новому этапу своего развития — строительству одновременно демократического, свободного (суверенного) и справедливого общества и государства. И они, российское общество и государство, сами будут определять сроки, этапы, условия и формы этого развития.
Суверенная (и справедливая) демократия России — вот лингвистическая и сущностная формула политической философии Путина…

Согласно определению Владислава Суркова, суверенная демократия — это 
образ политической жизни общества, при котором власти, их органы и действия выбираются, формируются и направляются исключительно российской нацией во всём её многообразии и целостности ради достижения материального благосостояния, свободы и справедливости всеми гражданами, социальными группами и народами, её образующими.
Политолог В. В. Иванов, посвятивший концепции «суверенной демократии» десятки публикаций, предложил в том числе такое её толкование:
Суверенной демократией можно назвать и политический режим, и применяемую режимом политическую технологию. С технологической точки зрения суверенная демократия предполагает самостоятельный отбор демократических институтов, их форматов, сроков внедрения и реформирования и т. д. Суверенно-демократический тот режим, который, развивая демократию, одновременно отстаивает собственную самостоятельность и, соответственно, самостоятельность государства настолько, насколько это целесообразно и возможно в современном мире. Владислав Сурков противопоставляет суверенную демократию управляемой демократии. И это логично, если рассматривать управляемую демократию как практикуемую западными государствами технологию решения конкретных политических, экономических и пр. задач посредством «демократизации» — внедрения или прямого навязывания определённого набора западных институтов. Управляемой демократией также можно называть политический режим в стране, успешно подвергнутой «демократизации».
Комплексная характеристика концепции «суверенной демократии» дана генеральным директором Агентства политических и экономических коммуникаций Д. И. Орловым. Впоследствии к термину «суверенная демократия» неоднократно обращались в публичных выступлениях российские политики С. Б. Иванов, В. В. Путин, Б. В. Грызлов.
В октябре 2006 года Институт проблем международной безопасности РАН издал антологию «Концепции и определения демократии», согласно которой либеральная демократия выступает только одним из многочисленных вариантов демократической системы. Авторы, таким образом, рассматривают суверенную демократию как одну из форм демократии, отличающуюся от либеральной.
В ноябре 2007 года издательством «Российская газета» была выпущена книга «Суверенная демократия в конституционно-правовом измерении», представляющая собой сборник статей и материалов ведущих учёных-правоведов страны, включая С. А. Авакьяна, В. Д. Зорькина, Л. С. Мамута, в которых содержится конституционное обоснование соответствующей концепции.

## Критика термина «суверенная демократия»
Концепция «суверенная демократия» подвергалась критике Д. А. Медведевым, М. С. Горбачёвым, Е. М. Примаковым, М. М. Касьяновым, а также рядом зарубежных официальных лиц.
- 19 июля 2006 года экс-президент СССР М. С. Горбачёв, выступая с критикой отмены выборов по одномандатным округам и повышения проходного барьера на выборах в Думу до 7 %, заявил, что «эти новации в законодательство нельзя оправдать теориями „суверенной“ или „управляемой“ демократии. Ограничения, которые могут оказаться необходимыми в ситуациях, угрожающих самому существованию государства и жизни людей, должны рассматриваться как временные, а не возводиться в принцип, как это делают теоретики „суверенной“ или „управляемой“ демократии. Подобные определения искажают суть демократии — точно так же, как искажали её концепции „социалистической“ или „народной“ демократии»[9].
- 24 июля 2006 года было опубликовано интервью с первым заместителем председателя правительства России Д. А. Медведевым, в котором он высказал мнение, что понятия суверенитет и демократия — из разных понятийных категорий и сравнивать их нельзя. «Если же к слову „демократия“ приставляются какие-то определения, это создаёт странный привкус. Это наводит на мысль, что всё-таки речь идёт о какой-то иной, нетрадиционной демократии»[10].
- 29 августа 2006 года в газете «Коммерсантъ» была опубликована статья бывшего председателя правительства России М. М. Касьянова, в которой он, говоря о концепции «суверенной демократии», заявил, что «… цели данной доктрины вполне очевидны — концентрация и удержание любой ценой политической власти и собственности. Последствия также уже налицо — торжество популизма, поступательное разрушение общественных и государственных институтов, отход от принципов законности, демократии и рыночной экономики»[11].
- 15 июля 2006 года американская газета «Вашингтон пост» опубликовала колонку «Суверенная демократия» Маши Липман, в которой, в частности, было написано, что «„Суверенная демократия“ — термин, придуманный Кремлём, который призван донести два сообщения: первое, что текущий политический режим в России является демократией, и второе, что это утверждение должно быть принято на веру, и точка. Любая попытка проверки будет рассматриваться как недружелюбное вмешательство во внутренние дела России»[12].
- Доктор исторических наук, почётный профессор Гарвардского университета Ричард Пайпс отмечал, что ему совершенно непонятен термин «Суверенная демократия»: «Демократия или есть, или её нет.<…> Демократия означает по-гречески „власть народа“ — или есть власть народа, или нет власти народа»[13].

Использование термина в политической жизни России послужило поводом к возрождению старого советского анекдота: «В чём разница между демократией и суверенной демократией? Такая же, как между стулом и электрическим стулом».
Политолог Александр Кынев, оценивая в 2013 году итоги осуществления концепции «суверенной демократии», указывал, что побочные эффекты «управляемой партийности» оказались масштабнее достигнутых целей, но, тем не менее, отмечал, что для политических реформ 2000-х имелись объективные основания.